# Universidad Nacional de Ingeniería

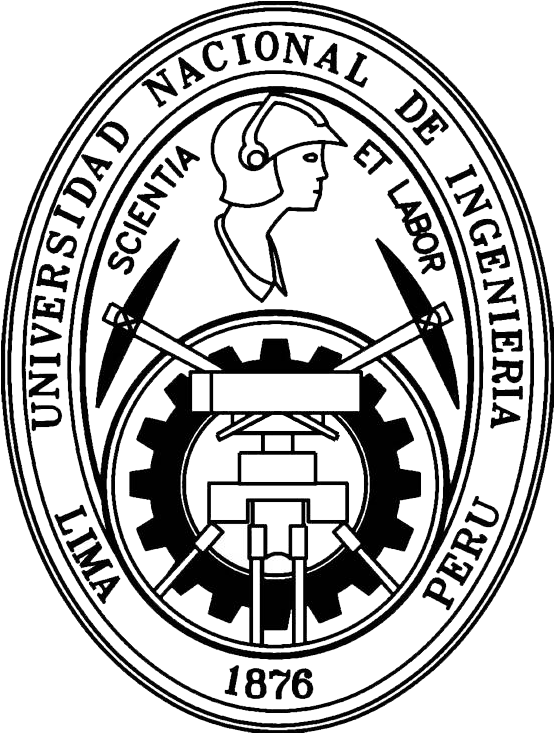
UNI

Universidad Nacional de Ingeniería  (akronym: UNI) är ett allmänt universitet i staden Lima i Peru. Universitetet grundades den 18 mars 1876 på initiativ av den peruanska staten. Skolan började som ”Escuela de Ingenieros del Perú” (”Perus ingenjörsskola”). Dess viktigaste campus ligger i Rímacdistriktet. Skolan utmärker sig genom utbildning i vetenskap, ingenjörsvetenskap, teknologi och konst. UNI är indelat i 11 fakulteter som rymmer 27 examina.

## Inträde
Inträdesprovet för UNI är mycket krävande, det går i medeltal upp till 14 sökande per plats. Provet består av tre delar som görs vid tre tillfällen; första delen gäller utvärdering av allmänna kunskaper som akademisk lämplighet och allmänbildning, den andra utvärderar den matematiska kunskapen och den tredje utvärderar kunskaperna i fysik och kemi. De linjer som är mest eftertraktade är civilingenjör, systemingenjör, industriingenjör, mekatronikingenjör, kemiingenjör och elektronikingenjör.

## Framträdande personer

### Lärare och elever
Nedan en förteckning av några framträdande elever och lärare som skolan haft:
- Abraham Valdelomar
- Mario Samamé Boggio
- Fernando Belaúnde Terry
- César Camacho
- Juan Luis Cipriani
- Enrique Ciriani
- Eduardo de Habich
- Ricardo de Jaxa Malachowski
- Ricardo J. Malachowski Benavides
- Rodolfo Tisnado
- Pedro Medelius Olcese
- Federico Villarreal
- Barton Zwiebach
- Gustavo Mohme Llona
- Francisco Sagasti
- Salomón Lerner Ghitis
- Fernando Andrade
- Jaime Yoshiyama Tanaka
- Gonzalo García Núñez
- Carlos Herrera Descalzi
- Humberto Lay Sun
- Carlos Milla Villena
- Mijail Esquives Oulianova
- Ricardo Esquives Vilela
- Carlos Tovar Samanez

### Hedersdoktorer
Nedan några av de personer som utnämnts till hedersdoktorer vid Universidad Nacional de Ingeniería:
- Mario Vargas Llosa
- Fernando de Szyszlo